# Ceylon-Zwergohreule
Die Ceylon-Zwergohreule oder Serendib-Zwergohreule (Otus thilohoffmanni) ist eine Eulenart aus der Gattung der Zwergohreulen. Sie wurde 2001 im Sinharaja Forest auf Sri Lanka entdeckt und 2004 wissenschaftlich beschrieben. Serendib ist der alte arabische Name für Sri Lanka und das Artepitheton ehrt den schweizerischen Umweltschützer Thilo Walter Hoffmann (1922–2014), der zu den prominentesten Regenwaldaktivisten auf Sri Lanka zählte.

## Merkmale
Die Ceylon-Zwergohreule erreicht eine Größe von 17 Zentimetern, eine Flügellänge von 128 bis 140 Millimetern und eine Schwanzlänge von 63 bis 66 Millimetern. Bisher wurde nur ein Männchen gefangen, alle anderen Daten über das Taxon basieren auf Feldbeobachtungen. Die Oberseite ist rötlich-braun und überall schwarz gefleckt. Die Federn haben keine weißen Flecken, aber es gibt einige hellere Bereiche um die schwarzen Flecken. Die Flügel- und Schwanzfedern haben rötlich-braune Außenfahnen und überwiegend schwärzliche Innenfahnen. Die Handschwingen und Schwanzfedern haben breite, gleichmäßig angeordnete, rötlich-braune und schwärzliche Binden. Die Brust ist hell-rötlichbraun und ziemlich regelmäßig mit schwärzlichen dreieckigen Flecken gesprenkelt. Der Bauch und die Unterschwanzdecken sind heller als die Brust und nicht gesprenkelt. Die Beine sind bis zur Hälfte des Laufes (Tarsometatarsus) hell rötlich-braun befiedert. Die untere Hälfte des Laufes und die Zehen sind unbefiedert. Der Kopf ist einheitlich rötlich-braun mit weißlichen Augenbrauen. Der rötlich-braune Gesichtsschleier ist nicht besonders hervorstehend und hat einen unauffälligen Rand. Ohrbüschel sind nicht vorhanden; jedoch werden „falsche“ Ohrbüschel sichtbar, wenn die Eule das Gefieder sträubt. Die juvenilen Eulen sehen den adulten Eulen ähnlich. Die großen Augen sind orange-gelb. Die Iris ist von einem auffälligen schwarzen Ring umgeben. Die Pupille ist schwärzlich mit einem schmalen rosafarbenen Rand. Die Wachshaut ist fleisch-rosafarben und der relativ lange Schnabel ist weiß-elfenbeinfarben. Die unbefiederten Bereiche der dünnen Läufe sowie die Zehen sind rosa-weiß. Die Krallen sind weiß-elfenbeinfarben.

## Lebensraum
Die Ceylon-Zwergohreule ist standorttreu und bewohnt große Gebiete mit Tieflandregenwäldern in Höhenlagen von 30 bis 500 Metern. Diese Regenwälder sind sehr häufig Sekundärwälder mit dichtem Unterholz.

## Lebensweise
Die Ceylon-Zwergohreule hat eine heimliche Lebensweise. Ihre Schlafplätze befinden sich hauptsächlich in der unteren Baumebene. Ihre Rufe sind schon in der Abenddämmerung zu hören; sie geht jedoch erst nach Einbruch der Dunkelheit auf die Jagd. Die Nahrung besteht überwiegend aus Insekten, insbesondere aus  Nachtfaltern und Käfern. Sie jagt in Bodennähe oder im unteren Baumstockwerk. Hierbei benutzt sie meist waagerechte oder angeschrägte Äste der unteren Baumstockwerke als Sitzwarte. Die Paare verteidigen ihr Revier das ganze Jahr über. Über die Brutbiologie gibt es nur wenige Angaben. Die Ceylon-Zwergohreule nistet vermutlich in Baumhöhlen, die zuvor von Spechten oder Bartvögeln errichtet wurden.

## Bestand und Gefährdung
Bisher wurden weniger als 100 Exemplare beobachtet. Da diese Eule bisher nur wenig erforscht ist, liegen über ihren Bestand keine genauen Daten vor. BirdLife International schätzt den Bestand auf 200 bis 250 Individuen. Nach optimistischen Einschätzungen könnten vermutlich bis zu 1000 Exemplare in fünf geschützten Reservaten existieren. Die IUCN klassifiziert die Art als „stark gefährdet“ (endangered). Die Ceylon-Zwergohreule vermeidet Waldgebiete, die eine Fläche von weniger als 8,2 km2 aufweisen. Lebensraumverlust durch Entwaldung sowie der Druck neuer Siedler auf die geschützten Wälder schreiten weiter voran.

## Entdeckung
Die Ceylon-Zwergohreule ist der erste Nachweis einer neuen Vogelart auf Sri Lanka seit der Entdeckung der Ceylonpfeifdrossel (Myophonus blighi) im Jahre 1868. Nachdem der singhalesische Ornithologe Deepal Warakagoda im Jahre 1995 einen ungewöhnlichen „poo-poo“-Ruf im Kitulgala-Regenwald vernahm, gelang es ihm am 23. Januar 2001 ein Exemplar im Sinharaja Forest Reserve zu beobachten und zu fotografieren. Neben den Reservaten in Sinharaja und Kitulgala gibt es Beobachtungen aus dem Ranakanda Reservat in Morapitiya und aus Eratna Gilimale.